# Síndrome linfoproliferativo autoinmune
El síndrome linfoproliferativo autoinmune (ALPS), es una enfermedad del sistema inmunitario que ocurre debido a la incapacidad del cuerpo para regular la homeostasis de los linfocitos por defectos en el sistema de muerte celular programada. Este defecto conlleva a un estado linfoproliferativo con manifestaciones clínicas que pueden incluir linfoadenopatías, hepatomegalia, esplenomegalia, incremento del riego de linfomas y de enfermedades autoinmunes relacionadas con células hematopoyéticas. Es una enfermedad congénita y hereditaria. Está causado por una mutación en el gen que codifica la proteína FAS y se incluye junto a otros trastornos dentro del grupo de las rasopatías.

## Etiología
En situaciones normales, después de cualquier reto antigénico el sistema inmune se autorregula incrementando la expresión de receptores FAS en la superficie de los linfocitos T CD4+ y CD8+ y linfocitos B, por otro lado se incrementa la expresión de ligando para FAS (FASL) en células T citotóxicas. La interacción entre FAS y FASL activa la cascada de las caspasas, induciendo la apoptosis celular. Los pacientes con ALPS pueden presentar una mutación en el gen que codifica la proteína FAS lo que afecta esta vía apoptótica.
Las anomalías de laboratorio características en ALPS incluyen una expansión de células T que expresan el receptor de células T (TCR), pero carecen de CD4 y CD8 en muestras de sangre periférica y de tejido (células T doble negativo, DNT). Otros hallazgos característicos de laboratorio incluyen niveles elevados de IL10, vitamina B12 y apoptosis defectuosa mediada por Fas. En dos tercios de los casos, se ha establecido el defecto genético en el gen FAS; sin embargo, en muchos casos, permanece indefinido.

## Epidemiología
Esta enfermedad se presenta con muy poca frecuencia, teniendo una incidencia de 1 caso por cada 1.000.000 de habitantes, por lo que es considerada una enfermedad rara, se desconoce la verdadera incidencia y prevalencia, ya que muchos pacientes son mal diagnosticados o simplemente no se diagnostican. La enfermedad ha sido reportada en diversos antecedentes raciales y étnicos, y algunos informes han sugerido una preponderancia masculina.

## Clínica
Todas las personas con ALPS tienen signos de linfoproliferación, lo que la convierte en la manifestación clínica más común de la enfermedad. El aumento de la proliferación de células linfoides puede hacer que aumente el tamaño de los órganos linfoides, como los ganglios linfáticos y el bazo (linfoadenopatía y esplenomegalia, presentes en más del 90% y en más del 80% de los pacientes, respectivamente). Y en un 30 a 40% de los pacientes se observa agrandamiento del hígado (hepatomegalia).
La enfermedad autoinmune es la segunda manifestación clínica más común y la que más a menudo requiere tratamiento. Puede ser leve a muy grave como también puede ser intermitente o crónica. Entre estas se incluyen: anemia hemolítica autoinmune, neutropenia autoinmune, trombocitopenia autoinmune.
Otros signos pueden afectar a los sistemas de órganos, similar al Lúpus Eritematoso Sistémico, (menos común, afectando a <5% de los pacientes). Los síntomas del sistema nervioso incluyen: ataxia cerebelosa autoinmune; síndrome de Guillain-Barré; mielitis transversa. Se pueden encontrar signos gastrointestinales como esofagitis autoinmune, gastritis, colitis, hepatitis, pancreatitis o urticaria (dermatológica), bronquiolitis obliterante, glomerulonefritis autoinmune y síndrome nefrótico.
Otro signo son los cánceres como los linfomas de Hodgkin y no Hodgkin que parecen estar aumentados en estos pacientes , posiblemente debido a la presencia de ARN codificado por el virus de Epstein-Barr. Algunos carcinomas pueden ocurrir. 

## Diagnóstico
Pruebas serológicas que presenten:
- Elevado niveles de Células T doble negativas (DNT) de sangre periférica detectados mediante citometría de flujo[8]
- Presencia de alguno de los siguientes Biomarcadores:[9][10]
  - Hipergammaglobulinemia policlonal[11]
  - Elevadas cantidades de FASL en suero
  - IL-10 y/o IL-18 plasmáticas elevados
  - Niveles elevados de vitamina B12 en suero.
- Autoanticuerpos: no específicos. Puede tener anticuerpos contra las células sanguíneas (DAT, anti-neutrófilos, antiplaquetarios).
- Apoptosis in vitro defectuosa mediada por FAS.

## Diagnóstico diferencial
En el ALPS deben considerarse varios diagnósticos diferenciales debido a fenotipos variables que se superponen con otros síndromes, como el síndrome de Evans, la linfohistiocitosis hemofagocítica (HLH), la enfermedad de Castleman y otros trastornos linfoproliferativos. La revisión diligente de la historia familiar tanto en niños como en adultos es útil para hacer el diagnóstico de un trastorno genético hereditario raro como ALPS.

## Tratamiento
En general, el manejo de ALPS se centra en el tratamiento de las manifestaciones y complicaciones de la enfermedad primaria, ya que actualmente no es posible curar el defecto genético. La mayor parte del tratamiento se centra en el tratamiento de las complicaciones específicas de la enfermedad, incluidas las linfoproliferación y las citopenias autoinmunes con inmunosupresión.
La terapia inicial para las citopenias autoinmunes esta involucra dosis altas de corticosteroides +/− inmunoglobulina G (IgG) intravenosa. La única terapia curativa para ALPS en este momento es el trasplante de células madre hematopoyéticas (TCH). Las indicaciones para el trasplante incluyen linfoma, citopenias autoinmunes severas y recalcitrantes, y pacientes con fenotipo de enfermedad grave (generalmente aquellos con defectos FAS homocigotos y heterocigotos compuestos).

## Profilaxis
Las adenopatías, hepatomegalia y esplenomegalia suelen mejorar con la edad. Sin embargo la tendencia a la aparición de linfomas y las manifestaciones autoinmunes que a veces son graves hacen preciso un seguimiento periódico para evaluar la aparición de complicaciones.